# Campeonato Mundial de Ciclismo Urbano de 2019
O III Campeonato Mundial de Ciclismo Urbano celebrou-se na cidade de Chengdu (China) entre a 6 e 10 de novembro de 2019, sobe a organização da União Ciclista Internacional (UCI) e a União Ciclista da China.
As competições realizaram-se no circuito de ciclismo urbano do Parque Xinhua da cidade chinesa. Competiu-se em 2 disciplinas, as que outorgaram um total de 8 títulos de campeão mundial:
- - Trials (TRI) – masculino 20″, masculino 26″, feminino de 20″/26″ e equipa mista
  - BMX estilo livre – parque (masculino e feminino) e rua (masculino e feminino)

## Calendário
| ● | Preliminares | F | Final |

| Data→ Categoria ↓  | Minha 06 | Ju 07 | Vi 08 | Sá 09 | Do 10 |
| ------------------ | -------- | ----- | ----- | ----- | ----- |
| Trials 20″ M       |          |       | ●     | F     |       |
| Trials 26″ M       |          |       | ●     | F     |       |
| Trials 20″/26″ F   |          | ●     |       | F     |       |
| Trials por equipas | F        |       |       |       |       |
| BMX parque         |          |       | ●     | ●     | F     |
| BMX rua            | ●        | ●     | F     |       |       |

## Medalhistas

### Masculino
| Evento                          | Ouro                                 | Prata                              | Bronze                              |
| ------------------------------- | ------------------------------------ | ---------------------------------- | ----------------------------------- |
| Trials 20″ (09.11)              | Dominik Oswald · Alemanha · 190 pts. | Borja Conejos · Espanha · 180 pts. | Íon Areitio · Espanha · 180 pts.    |
| Trials 26″ (09.11)              | Sergi Llongueras · Espanha · 180     | Nicolas Vallée · França · 160      | Jack Carthy · Reino Unido · 130     |
| BMX estilo livre parque (10.11) | Brandon Loupos · Austrália · 93,20   | Logan Martin · Austrália · 92,90   | Nick Bruce · Estados Unidos · 90,40 |
| BMX estilo livre rua (08.11)    | Dominik Nekolný · Chéquia · 91,08    | Matthias Dandois · França · 90,13  | Moto Sasaki · Japão · 89,00         |

### Feminino
| Evento                          | Ouro                                    | Prata                                  | Bronze                                      |
| ------------------------------- | --------------------------------------- | -------------------------------------- | ------------------------------------------- |
| Trials 20″/26″ (09.11)          | Nina Reichenbach · Alemanha · 230 pts.  | Vera Barón · Espanha · 200 pts.        | Manon Basseville · França · 190 pts.        |
| BMX estilo livre parque (10.11) | Hannah Roberts · Estados Unidos · 90,00 | Macarena Pérez Grasset · Chile · 86,80 | Charlotte Worthington · Reino Unido · 86,54 |
| BMX estilo livre rua (08.11)    | Irina Sadovnik · Áustria · 82,25        | Misaki Katagiri · Japão · 78,13        | Julia Preuß · Alemanha · 70,75              |

### Misto
| Evento                     | Ouro                                                                                                  | Prata                                                                                        | Bronze                                                                                                 |
| -------------------------- | --- | -------------------------------------------------------------------------------------------- | --- |
| Trials por equipas (06.11) | Alejandro Montalvo · Toni Guillén · Sergi Llongueras · Daniel Barón · Lado Barón · Espanha · 700 pts. | Tom Blaser · Lucien Leiser · Vito Gonzalez · Loris Gonzalez · Debi Studer · Suíça · 630 pts. | Nicolas Vallée · Charles Chibaudel · Louis Grillon · Thomas Jeu · Manon Basseville · França · 570 pts. |

## Medalheiro
| Ordem | País           | Medalha de ouro | Medalha de prata | Medalha de bronze | Total |
| ----- | -------------- | --------------- | ---------------- | ----------------- | ----- |
| 1     | Espanha        | 2               | 2                | 1                 | 5     |
| 2     | Alemanha       | 2               | 0                | 1                 | 3     |
| 3     | Austrália      | 1               | 1                | 0                 | 2     |
| 4     | Estados Unidos | 1               | 0                | 1                 | 2     |
| 5     | Áustria        | 1               | 0                | 0                 | 1     |
| 5     | Chéquia        | 1               | 0                | 0                 | 1     |
| 7     | França         | 0               | 2                | 2                 | 4     |
| 8     | Japão          | 0               | 1                | 1                 | 2     |
| 9     | Chile          | 0               | 1                | 0                 | 1     |
| 9     | Suíça          | 0               | 1                | 0                 | 1     |
| 11    | Reino Unido    | 0               | 0                | 2                 | 2     |
|       | TOTAL          | 8               | 8                | 8                 | 24    |